# Łyżwiarstwo szybkie na Zimowych Igrzyskach Olimpijskich 1980
Zawody w łyżwiarstwie szybkim na Zimowych Igrzyskach Olimpijskich 1980 odbywały się w dniach 9 lutego – 18 lutego 1980 roku, do rywalizacji przystąpili mężczyźni i kobiety. Zawodnicy walczyli w pięciu konkurencjach: na 500 m, 1000 m, 1500 m, 5000 m, 10 000 m, a zawodniczki na dystansie: 500 m, 1000 m, 1500 m i 3000 m. Łącznie rozdanych zostało zatem osiem kompletów medali. Zawody odbywały się na torze lodowym James B. Sheffield Olympic Skating Rink.

## Terminarz
| Data           | Miejscowość | Konkurencja       | Złoto               | Srebro              | Brąz                           |
| -------------- | ----------- | ----------------- | ------------------- | ------------------- | ------------------------------ |
| 14 lutego 1980 | Lake Placid | 1500 m kobiet     | Annie Borckink      | Ria Visser          | Sabine Becker                  |
| 15 lutego 1980 | Lake Placid | 500 m kobiet      | Karin Enke          | Leah Poulos-Mueller | Natalja Pietrusiowa            |
| 15 lutego 1980 | Lake Placid | 500 m mężczyzn    | Eric Heiden         | Jewgienij Kulikow   | Lieuwe de Boer                 |
| 16 lutego 1980 | Lake Placid | 5000 m mężczyzn   | Eric Heiden         | Kay Stenshjemmet    | Tom Erik Oxholm                |
| 17 lutego 1980 | Lake Placid | 1000 m kobiet     | Natalja Pietrusiowa | Leah Poulos-Mueller | Silvia Albrecht                |
| 19 lutego 1980 | Lake Placid | 1000 m mężczyzn   | Eric Heiden         | Gaétan Boucher      | Władimir Łobanow Frode Rønning |
| 20 lutego 1980 | Lake Placid | 3000 m kobiet     | Bjørg Eva Jensen    | Sabine Becker       | Beth Heiden                    |
| 21 lutego 1980 | Lake Placid | 1500 m mężczyzn   | Eric Heiden         | Kay Stenshjemmet    | Terje Andersen                 |
| 23 lutego 1980 | Lake Placid | 10 000 m mężczyzn | Eric Heiden         | Piet Kleine         | Tom Erik Oxholm                |

## Mężczyźni

### 500 m
| Miejsce | Państwo           | Zawodnik              | Czas  | Strata |
| ------- | ----------------- | --------------------- | ----- | ------ |
|         | Stany Zjednoczone | Eric Heiden           | 38.03 | OR     |
|         | ZSRR              | Jewgienij Kulikow     | 38.37 | +0.34  |
|         | Holandia          | Lieuwe de Boer        | 38.48 | +0.45  |
| 4.      | Norwegia          | Frode Rønning         | 38.66 | +0.63  |
| 5.      | Stany Zjednoczone | Dan Immerfall         | 38.69 | +0.66  |
| 6.      | Norwegia          | Jarle Pedersen        | 38.83 | +0.80  |
| 7.      | ZSRR              | Anatolij Miediennikow | 38.88 | +0.85  |
| 8.      | Kanada            | Gaétan Boucher        | 38.90 | +0.87  |
| 9.      | Polska            | Jan Józwik            | 39.01 | +0.98  |
| 10.     | Szwecja           | Jan-Åke Carlberg      | 39.03 | +1.00  |

Data: 15 lutego 1980

### 1000 m
| Miejsce | Państwo           | Zawodnik            | Czas    | Strata |
| ------- | ----------------- | ------------------- | ------- | ------ |
|         | Stany Zjednoczone | Eric Heiden         | 1:15.18 | OR     |
|         | Kanada            | Gaétan Boucher      | 1:16.68 | +1.50  |
|         | ZSRR              | Władimir Łobanow    | 1:16.91 | +1.73  |
|         | Norwegia          | Frode Rønning       | 1:16.91 | +1.73  |
| 5.      | Stany Zjednoczone | Peter Mueller       | 1:17.11 | +1.93  |
| 6.      | Holandia          | Bert de Jong        | 1:17.29 | +2.11  |
| 7.      | NRD               | Andreas Dietel      | 1:17.71 | +2.53  |
| 8.      | Szwecja           | Oloph Granath       | 1:17.74 | +2.56  |
| 9.      | ZSRR              | Siergiej Chlebnikow | 1:17.96 | +2.78  |
| 10.     | Holandia          | Lieuwe de Boer      | 1:17.97 | +2.79  |
| . . .   |                   |                     |         |        |
| 13.     | Polska            | Jan Józwik          | 1:18.83 | +3.65  |

Data: 19 lutego 1980

### 1500 m
| Miejsce | Państwo           | Zawodnik          | Czas    | Strata |
| ------- | ----------------- | ----------------- | ------- | ------ |
|         | Stany Zjednoczone | Eric Heiden       | 1:55.44 | OR     |
|         | Norwegia          | Kay Stenshjemmet  | 1:56.81 | +1.37  |
|         | Norwegia          | Terje Andersen    | 1:56.92 | +1.48  |
| 4.      | NRD               | Andreas Dietel    | 1:57.14 | +1.70  |
| 5.      | ZSRR              | Jurij Kondakow    | 1:57.36 | +1.92  |
| 6.      | Norwegia          | Jan Egil Storholt | 1:57.95 | +2.51  |
| 7.      | Szwecja           | Tomas Gustafson   | 1:58.18 | +2.74  |
| 8.      | ZSRR              | Władimir Łobanow  | 1:59.30 | +3.86  |
| 9.      | NRD               | Andreas Ehrig     | 1:59.47 | +4.03  |
|         | ZSRR              | Jewhen Sołunski   | 1:59.47 | +4.03  |

Data: 21 lutego 1980

### 5000 m
| Miejsce | Państwo           | Zawodnik             | Czas    | Strata |
| ------- | ----------------- | -------------------- | ------- | ------ |
|         | Stany Zjednoczone | Eric Heiden          | 7:02.29 | OR     |
|         | Norwegia          | Kay Stenshjemmet     | 7:03.28 | +0.99  |
|         | Norwegia          | Tom Erik Oxholm      | 7:05.59 | +3.30  |
| 4.      | Holandia          | Hilbert van der Duim | 7:07.97 | +5.68  |
| 5.      | Norwegia          | Øyvind Tveter        | 7:08.36 | +6.07  |
| 6.      | Holandia          | Piet Kleine          | 7:08.96 | +6.67  |
| 7.      | Stany Zjednoczone | Michael Woods        | 7:10.39 | +8.10  |
| 8.      | Szwecja           | Ulf Ekstrand         | 7:13.13 | +10.84 |
| 9.      | Holandia          | Yep Kramer           | 7:14.09 | +11.80 |
| 10.     | NRD               | Andreas Ehrig        | 7:14.56 | +12.27 |

Data: 16 lutego 1980

### 10 000 m
| Miejsce | Państwo           | Zawodnik             | Czas     | Strata |
| ------- | ----------------- | -------------------- | -------- | ------ |
|         | Stany Zjednoczone | Eric Heiden          | 14:28.13 | WR     |
|         | Holandia          | Piet Kleine          | 14:36.03 | +7.90  |
|         | Norwegia          | Tom Erik Oxholm      | 14:36.60 | +8.77  |
| 4.      | Stany Zjednoczone | Michael Woods        | 14:39.53 | +11.40 |
| 5.      | Norwegia          | Øyvind Tveter        | 14:43.53 | +15.40 |
| 6.      | Holandia          | Hilbert van der Duim | 14:47.58 | +19.45 |
| 7.      | ZSRR              | Wiktor Łeskin        | 14:51.72 | +23.59 |
| 8.      | NRD               | Andreas Ehrig        | 14:51.94 | +23.81 |
| 9.      | Japonia           | Yasuhiro Shimizu     | 14:57.48 | +29.35 |
| 10.     | ZSRR              | Siergiej Bieriezin   | 15:04.68 | +36.55 |

Data: 23 lutego 1980

## Kobiety

### 500 m
| Miejsce | Państwo           | Zawodniczka         | Czas  | Strata |
| ------- | ----------------- | ------------------- | ----- | ------ |
|         | NRD               | Karin Enke          | 41.78 | OR     |
|         | Stany Zjednoczone | Leah Poulos-Mueller | 42.26 | +0.47  |
|         | ZSRR              | Natalja Pietrusiowa | 42.42 | +0.64  |
| 4.      | Szwecja           | Ann-Sofie Järnström | 42.47 | +0.69  |
| 5.      | Japonia           | Makiko Nagaya       | 42.70 | +0.92  |
| 6.      | NRD               | Cornelia Jacob      | 42.98 | +1.20  |
| 7.      | Stany Zjednoczone | Beth Heiden         | 43.18 | +1.40  |
| 8.      | ZSRR              | Tatjana Tarasowa    | 43.26 | +1.48  |
| 9.      | Kanada            | Sylvia Burka        | 43.43 | +1.65  |
| 10.     | ZSRR              | Irina Kuleszowa     | 43.50 | +1.72  |
| . . .   |                   |                     |       |        |
| 11.     | Polska            | Erwina Ryś-Ferens   | 43.52 | +1.74  |

Data: 15 lutego 1980

### 1000 m
| Miejsce | Państwo           | Zawodniczka             | Czas    | Strata |
| ------- | ----------------- | ----------------------- | ------- | ------ |
|         | ZSRR              | Natalja Pietrusiowa     | 1:24.10 | OR     |
|         | Stany Zjednoczone | Leah Poulos-Mueller     | 1:25.41 | +1.31  |
|         | NRD               | Silvia Albrecht         | 1:26.46 | +2.36  |
| 4.      | NRD               | Karin Enke              | 1:26.66 | +2.56  |
| 5.      | Stany Zjednoczone | Beth Heiden             | 1:27.01 | +2.91  |
| 6.      | Holandia          | Annie Borckink          | 1:27.24 | +3.14  |
| 7.      | Kanada            | Sylvia Burka            | 1:27.50 | +3.40  |
| 8.      | Szwecja           | Ann-Sofie Järnström     | 1:28.10 | +4.00  |
| 9.      | Szwecja           | Sylvia Filipsson        | 1:28.18 | +4.08  |
| 10.     | Szwecja           | Annette Carlén-Karlsson | 1:28.25 | +4.15  |
| . . .   |                   |                         |         |        |
| 16.     | Polska            | Erwina Ryś-Ferens       | 1:28.82 | +4.72  |

Data: 17 lutego 1980

### 1500 m
| Miejsce | Państwo           | Zawodniczka         | Czas    | Strata |
| ------- | ----------------- | ------------------- | ------- | ------ |
|         | Holandia          | Annie Borckink      | 2:10.95 | OR     |
|         | Holandia          | Ria Visser          | 2:12.35 | +1.40  |
|         | NRD               | Sabine Becker       | 2:12.38 | +1.43  |
| 4.      | Norwegia          | Bjørg Eva Jensen    | 2:12.59 | +1.64  |
| 5.      | Szwecja           | Sylvia Filipsson    | 2:12.84 | +1.89  |
| 6.      | NRD               | Andrea Mitscherlich | 2:13.05 | +2.10  |
| 7.      | Stany Zjednoczone | Beth Heiden         | 2:13.10 | +2.15  |
| 8.      | ZSRR              | Natalja Pietrusiowa | 2:14.15 | +3.20  |
| 9.      | NRD               | Sylvia Albrecht     | 2:14.27 | +3.32  |
| 10.     | Kanada            | Sylvia Burka        | 2:14.65 | +3.70  |
| . . .   |                   |                     |         |        |
| 17.     | Polska            | Erwina Ryś-Ferens   | 2:16.29 | +5.24  |

Data: 14 lutego 1980

### 3000 m
| Miejsce | Państwo           | Zawodniczka         | Czas    | Strata |
| ------- | ----------------- | ------------------- | ------- | ------ |
|         | Norwegia          | Bjørg Eva Jensen    | 4:32.13 | OR     |
|         | NRD               | Sabine Becker       | 4:32.79 | +0.66  |
|         | Stany Zjednoczone | Beth Heiden         | 4:33.77 | +1.64  |
| 4.      | NRD               | Andrea Mitscherlich | 4:37.69 | +5.56  |
| 5.      | Polska            | Erwina Ryś-Ferens   | 4:37.89 | +5.76  |
| 6.      | Stany Zjednoczone | Mary Docter         | 4:39.29 | +7.16  |
| 7.      | Szwecja           | Sylvia Filipsson    | 4:40.22 | +8.09  |
| 8.      | ZSRR              | Natalja Pietrusiowa | 4:42.59 | +10.46 |
| 9.      | ZSRR              | Olga Pleszkowa      | 4:43.11 | +10.58 |
| 10.     | Stany Zjednoczone | Sarah Docter        | 4:43.30 | +10.77 |

Data: 20 lutego 1980

## Tabela medalowa
| Lp. | Kraj              | złoto | srebro | brąz | razem |
| --- | ----------------- | ----- | ------ | ---- | ----- |
| 1.  | Stany Zjednoczone | 5     | 2      | 1    | 8     |
| 2.  | Norwegia          | 1     | 2      | 4    | 7     |
| 3.  | Holandia          | 1     | 2      | 1    | 4     |
| 4.  | NRD               | 1     | 1      | 2    | 4     |
| 4.  | ZSRR              | 1     | 1      | 2    | 4     |
| 6.  | Kanada            | 0     | 1      | 0    | 1     |